# آرمو (کمون)
آرمو (به فرانسوی: Armeau) یک کمون در فرانسه است که در یون (فرانسه) واقع شده‌است. آرمو ۱۰٫۳۱ کیلومتر مربع مساحت دارد.